# Такэхиса, Юмэдзи
Юмэдзи Такэхиса (яп. 竹久 夢二 Такэхиса Юмэдзи, 16 сентября 1884 — 1 сентября 1934) — японский поэт и художник, рисовавший в стиле нихонга.

## Биография
Такэхиса родился в посёлке Оку префектуры Окаяма (ныне город Сэтоути). На раннем этапе своей жизни он намеревался стать поэтом, но осознав, что зарабатывать на жизнь писательской деятельностью не сможет, начал рисовать картины.
Такэхиса никогда не обучался в какой-либо художественной школе, формально вообще не имел учителей. Он ненавидел понятие о «художнике», считая его излишне претенциозным, что расстраивало многих художников его времени и приводило к плохим отзывам от так называемой элиты. Вне художественных кругов работы Такэхисы приобрели большую популярность среди обычных людей, до сих пор имея много ярых поклонников в Японии и за её пределами.
Такэхиса умер в 1934 году в возрасте 49 лет. Его могила находится на кладбище Дзосигая в токийском районе Икэбукуро. Дом, в котором он жил в детстве, был сохранён и ныне открыт для посетителей.

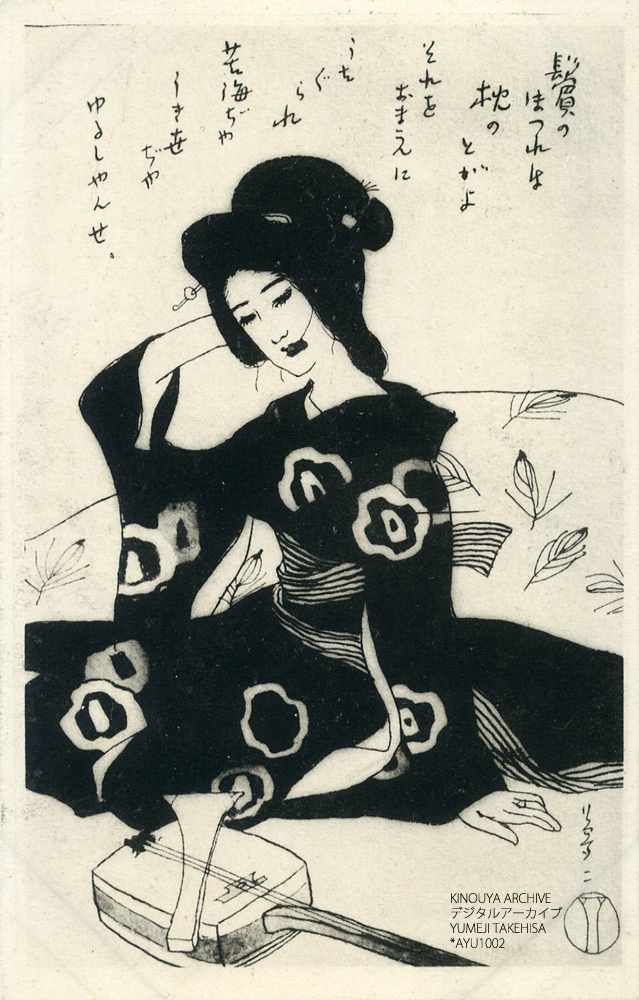
Открытка, 1912
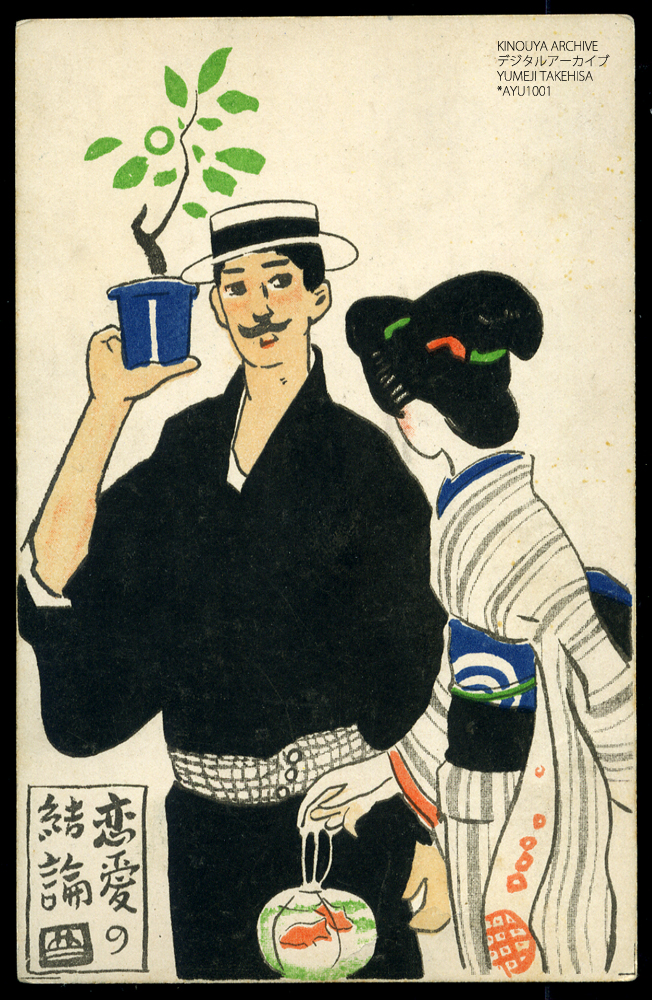
Открытка, 1910
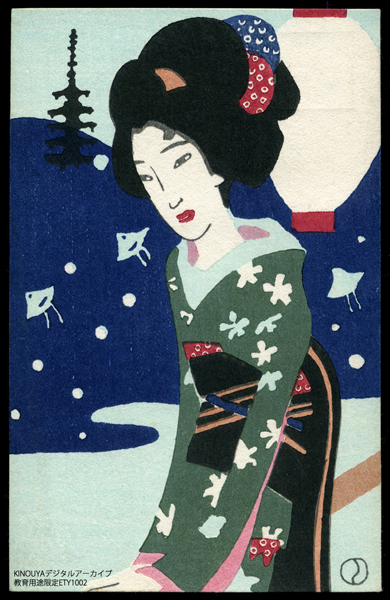
Открытка, 1930-е
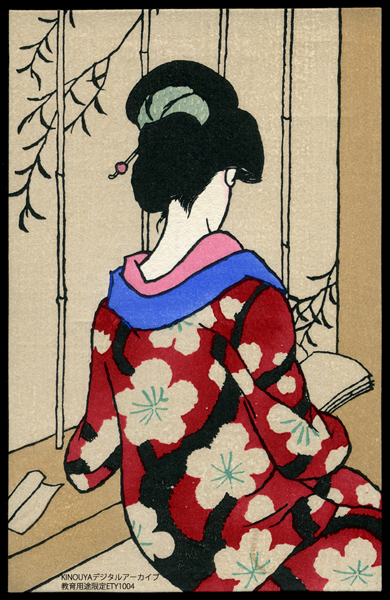
Открытка, 1930-е
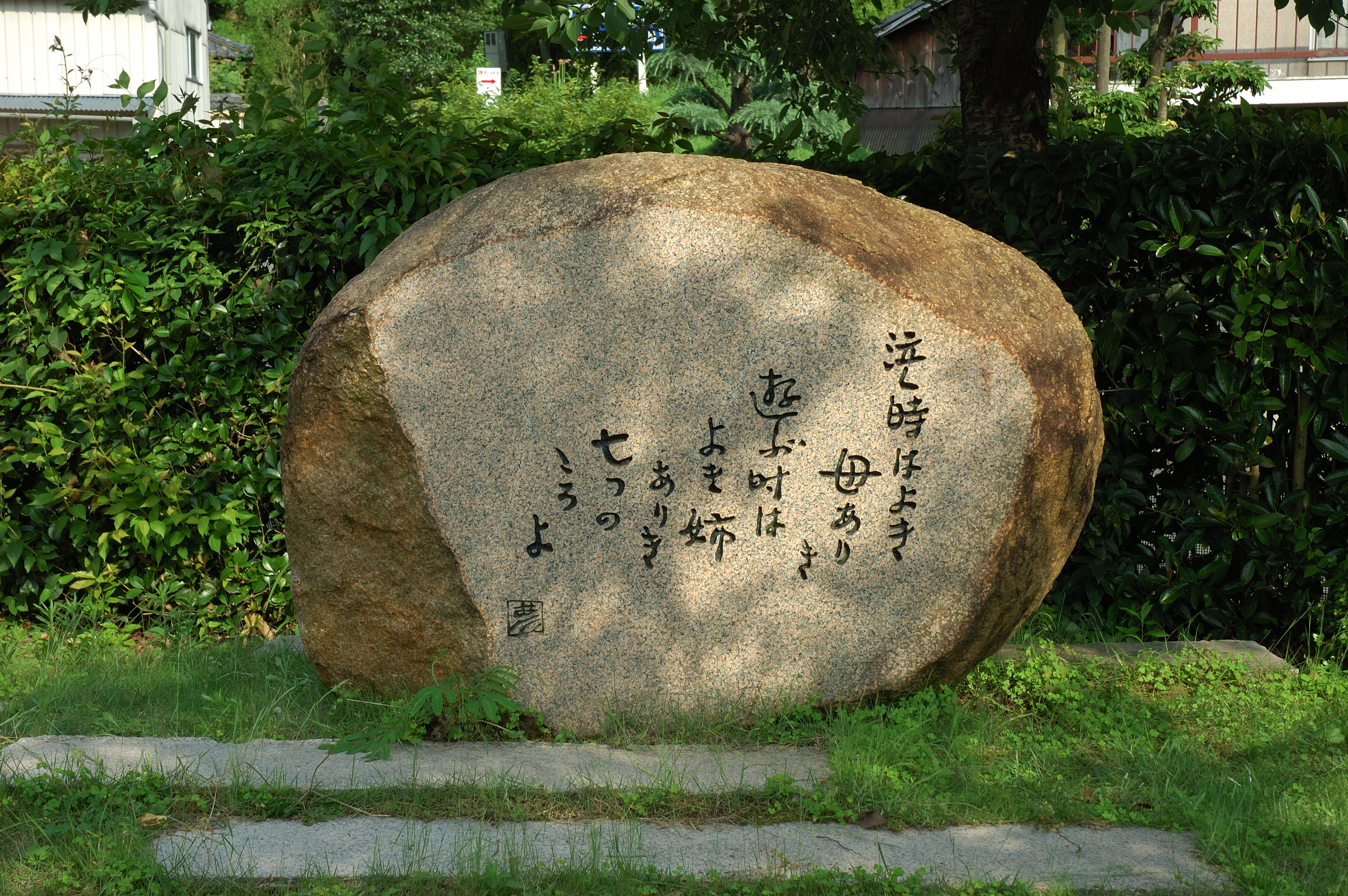
Каменный памятник со стихами Такэхисы
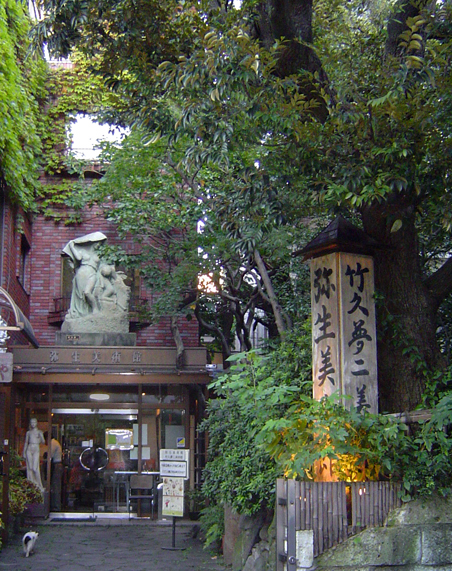
Музей Юмэдзи Такэхисы в Токио